# Eugenia reitziana
Eugenia reitziana är en myrtenväxtart som beskrevs av Carlos Maria Diego Enrique Legrand. Eugenia reitziana ingår i släktet Eugenia och familjen myrtenväxter. Inga underarter finns listade i Catalogue of Life.